# Dios portal

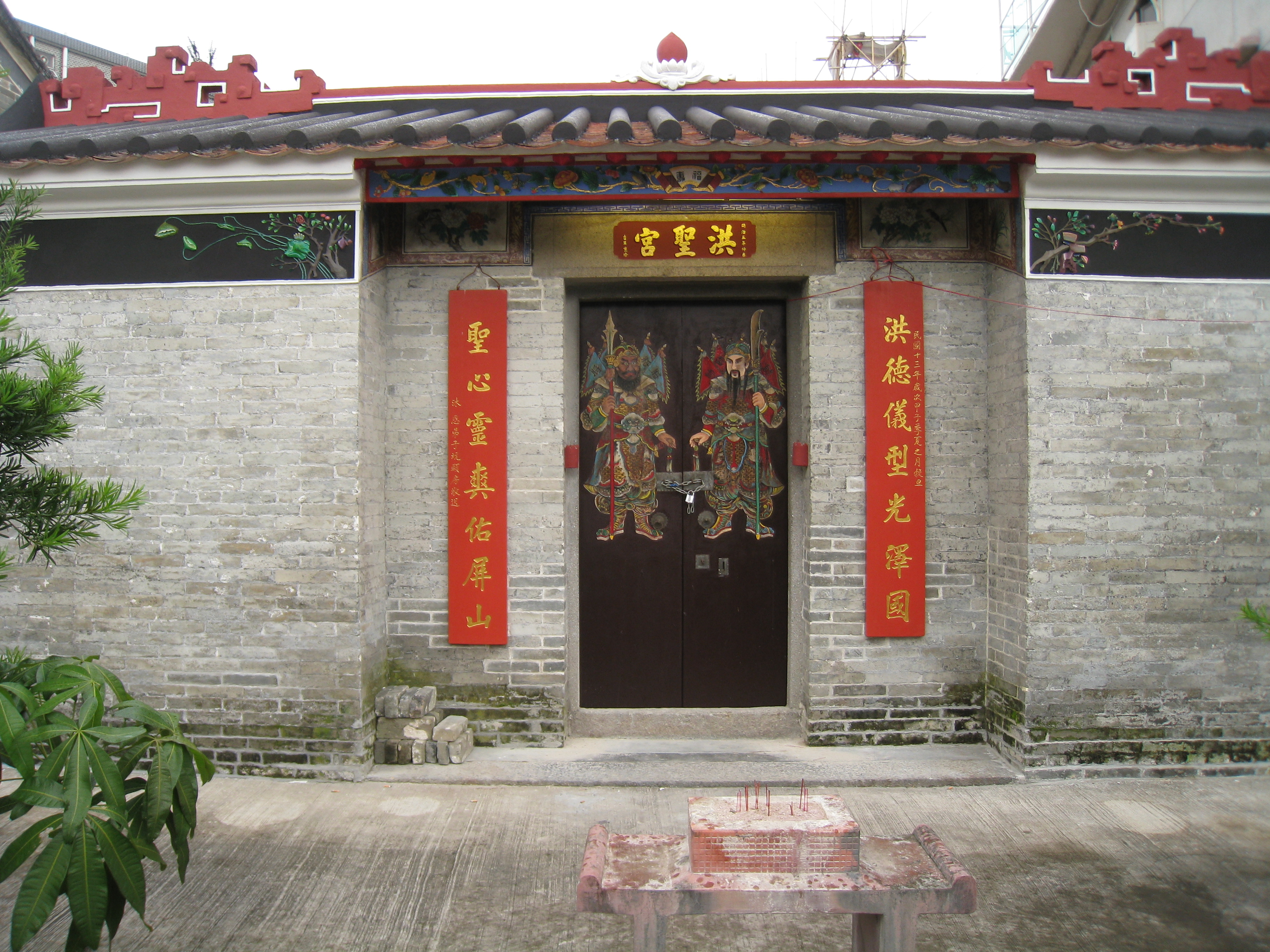
Dioses de las puertas a la entrada de un templo.

El Dios de las puertas es un dios chino pintado en las puertas de una casa para proteger a los residentes de los malos espíritus y demonios.
"La costumbre se remonta a la Dinastía Tang, cuyo Emperador fundador Tang Taizong (599 -  26 de mayo, 649), honró a dos de sus generales más leales, Qin Qiong y Yuchi Jingde, poniendo sus retratos pintados colgados sobre su puerta principal. Las familias ordinarias pronto adoptaron la costumbre imperial, poniendo impresiones en madera de los generales vigilantes sobre sus puertas delanteras para atraer la buena suerte y rechazar malos espíritus. El negocio de dioses portales pronto se extendió por toda China, añadiendo otros héroes populares y figuras mitológicas al repertorio."
Los dioses portales por lo general se colocan en parejas frente a frente, da mala suerte colocar las figuras de espaldas. Hay varias formas diferentes de dioses portales. Los más frecuentes son Qin Qiong y Weichi Jingde.